# Benamejí (kommunhuvudort)
Benamejí är en kommunhuvudort i Spanien.   Den ligger i provinsen Province of Córdoba och regionen Andalusien, i den södra delen av landet, 400 km söder om huvudstaden Madrid. Benamejí ligger 462 meter över havet och antalet invånare är 4 922.
Terrängen runt Benamejí är platt åt nordväst, men åt sydost är den kuperad. Runt Benamejí är det ganska tätbefolkat, med 90 invånare per kvadratkilometer. Närmaste större samhälle är Lucena, 16,4 km norr om Benamejí. Trakten runt Benamejí består till största delen av jordbruksmark.